# M 55 (звёздное скопление)
M 55 (также известно как Мессье 55 и NGC 6809) — шаровое звёздное скопление в созвездии Стрельца.

## Открытие
Скопление было открыто Николой Луи де Лакайлем (фр. Nicolas Louis de Lacaille) в 1751 году и каталогизировано Шарлем Мессье в 1778 году.

## Характеристики
M55 находится на расстоянии 17 300 световых лет от Земли. В скоплении M55 было обнаружено около 55 переменных звёзд
.

## Наблюдения

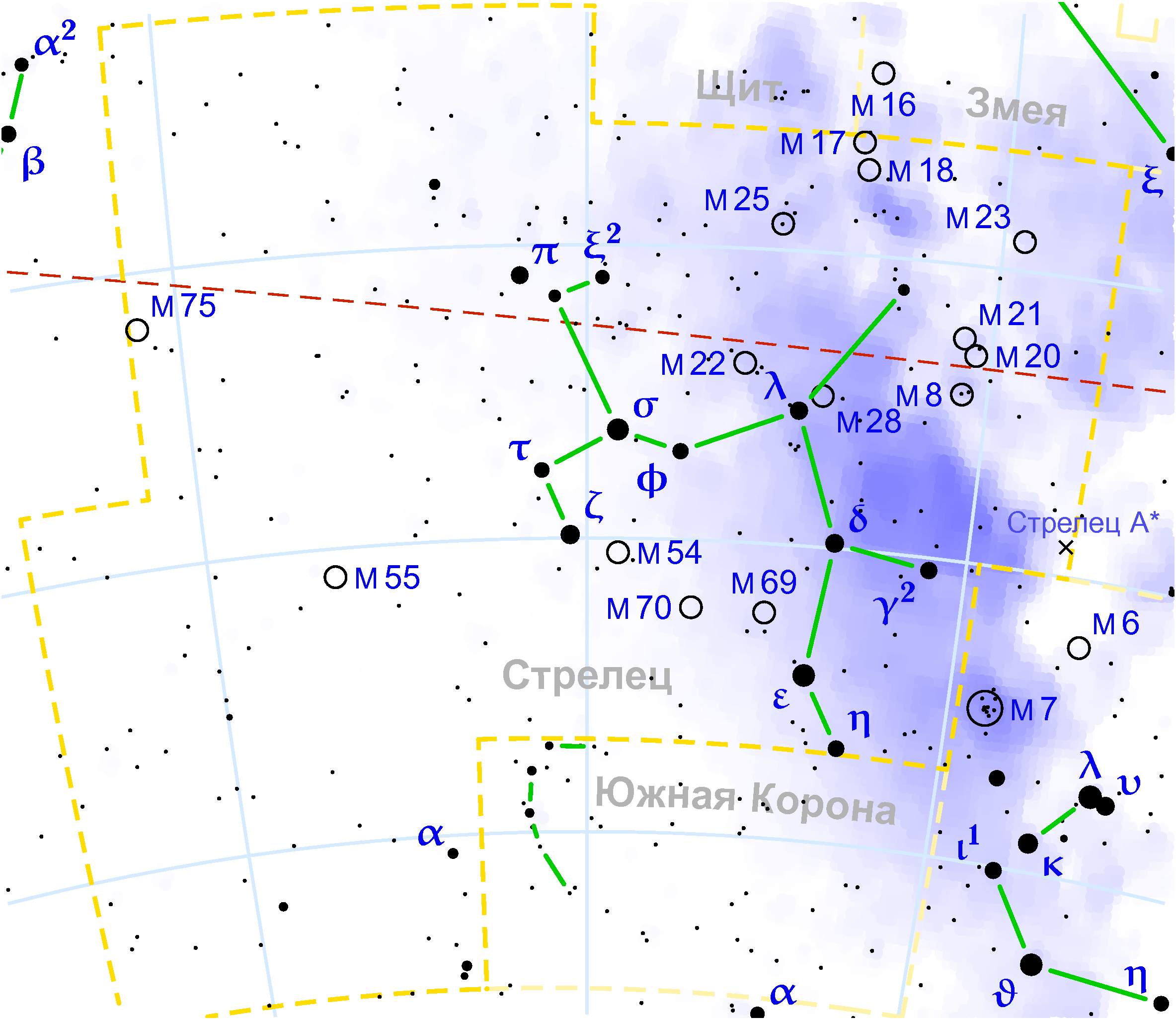
Шаровое скопление M 55 находится в созвездии Стрельца

Это необычное шаровое скопление в Стрельце редко наблюдается с территории России. Оно очень невысоко восходит над горизонтом в средних широтах России короткими летними ночами. Но в южных районах (к примеру, на широте Сочи и Владивостока) это лёгкий объект для наблюдений. Скопление можно обнаружить в бинокль примерно на середине линии, соединяющей звезды ψ и θ Стрельца или, по-другому, в вершине прямоугольного треугольника с основанием 62 и θ Стрельца.
Скопление в бинокль выглядит тусклым диффузным пятнышком почти без концентрации яркости к центру. В средний любительский телескоп апертурой 100—127 мм звезды скопления разрешаются по краю, а при апертуре побольше разрешаются звезды и в центре шара.
Скопление довольно большое, мало концентрированное, диффузное.

### Соседи по небу из каталога Мессье
- M 75 — (к северу) более тусклое и трудное в поисках шаровое скопление;
- M 54, M 70 и M 69 — (на запад) несколько очень неярких скоплений

### Последовательность наблюдения в «Марафоне Мессье»
…M 73 → M 2 → M 55 → M 30